# Nádražní (Brno)

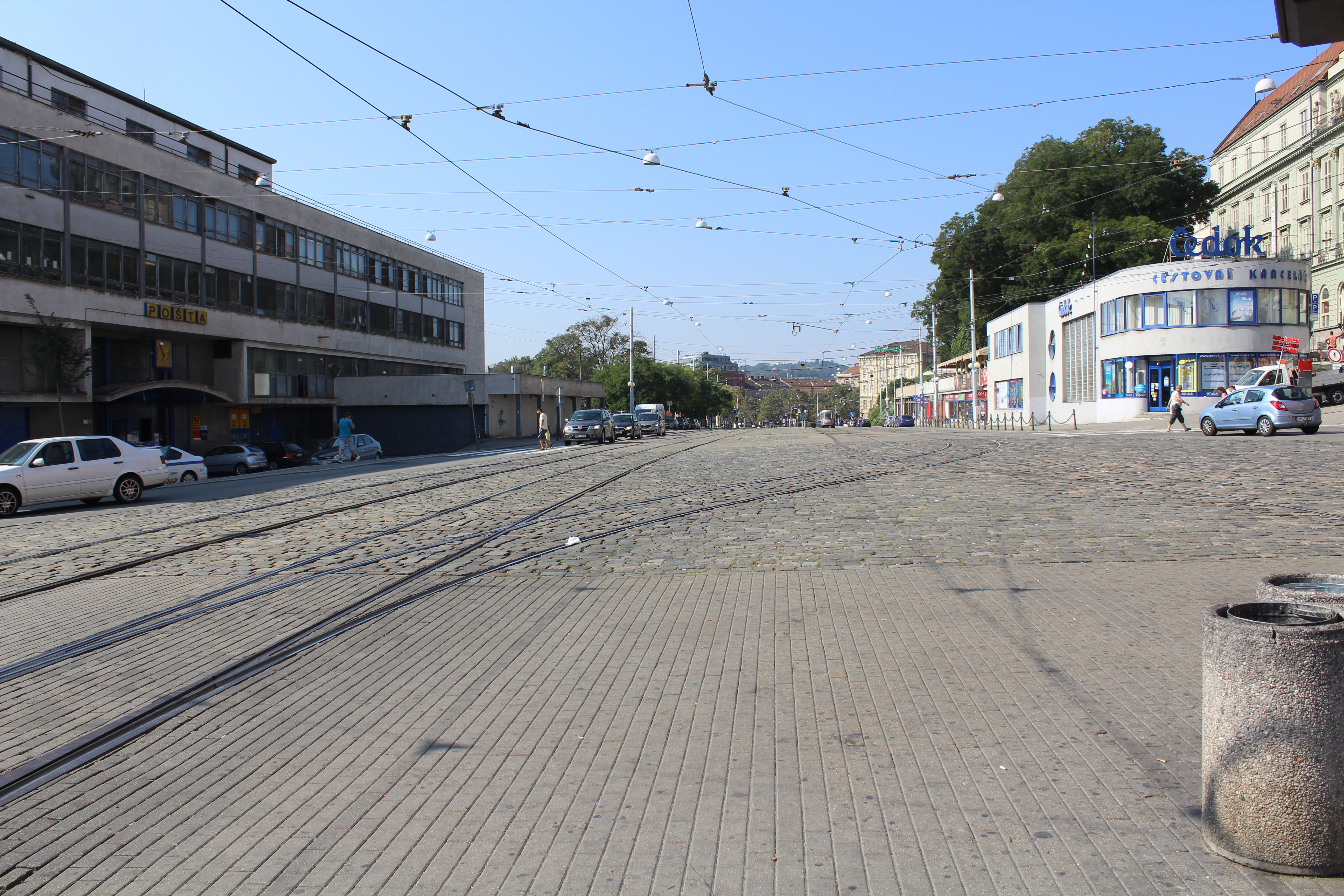
Nádražní v současnosti, pohled na východ

Nádražní ulice je městská třída v Brně vedoucí podél severního průčelí výpravních budov hlavního nádraží a nádražní pošty, zhruba od stanic trolejbusu (před hotelem Grand) po lázně na konci Kopečné ulice. Je nejrušnější ulicí v Brně, což je stav, který trvá přibližně od 70. let 19. století. Její východní část je hlavním komunikačním uzlem v Brně, kde se dotýkají nebo protínají všechny druhy dopravy. Je prvním a ustavujícím úsekem brněnské Okružní třídy. V základních geometrických parametrech je bulvárem (dle tvaru, délky i šířky).

## Historie
Ulice byla postupně formována od konce napoleonských válek, kdy pozbyl městský fortifikační systém své základní poslání. Nejprve byla mezi 6. a 7. bastionem vytvořena dlouhá urovnaná plocha pro nácvik jízdy armádních důstojníků na koni. Na konci 30. let 19. století se stala západním předpolím nově vzniklého nádraží. Po většinu 19. století byl areál dnešní Nádražní tvořen dvěma relativně samostatnými městskými prostory:
- širším, (východním) předprostorem formujícího se nádraží, od roku 1844 pojmenovaným Eisenbahngasse a také Bahn Ring Strasse (Nádražní třída),
- a užším a delším (západním) úsekem začínajícím u zbytků Ferdinandovy brány[3], který se od roku 1867 jmenoval Skennegasse (Skeneova), od roku 1918 pak Nádražní, od roku 1950 pak Tatranská.[4]

Teprve od roku 1990 byly oba jmenované úseky, již dříve prostorově spojené, sjednoceny pod společným jménem a sledem polohových čísel.

## Popis ulice
Nádražní ulice vede od severovýchodu k jihozápadu v rovném, přímém úseku, v délce přibližně 660 metrů. Její geometrie je dána přímkovou spojnicí mezi někdejšími středy bastionů 6 a 7 a na východě hrotem mezilehlého ravelinu. V kratším (východním) úseku je široká přes 65 metrů, přičemž protilehlé fronty budov nejsou zcela rovnoběžné. V západním úseku je standardně široká 33 metrů a není tam vymezena vysokými uličními frontami. Nejvyšší bod ulice je naproti ústí Masarykovy ulice, ve východním úseku ulice klesá i v příčném profilu (jižní fronta je níže než severní). Ulice je číslována od východu k západu, jižní strana jsou lichá čísla a severní strana sudá čísla. Číslo orientační 1 má hlavní výpravní nádražní budova.
V celém úseku je obsazena čtyřkolejným tramvajovým souběhem a ústí do ní celkem 6 tratí brněnské tramvajové sítě. V ulici jsou dvě velké tramvajové stanice (nazvané Hlavní nádraží a Nové Sady), každá se 4 nástupními hranami, jedna malá stanice (rovněž nesoucí název Hlavní nádraží) a konečná smyčka tramvajové linky č. 10 (rovněž Nové Sady). Dále je v ulici konečná stanice trolejbusů (nazvaná Hlavní nádraží).
Na architektonické podobě Nádražní se podílelo několik významných architektů: Josef Oehm, Bohuslav Fuchs, Oskar Pořízka, Karel Kotas, Alena Šrámková či Jiří Suchomel. V prostoru ulice se silně uplatňuje i architektura někdejšího hotelu Padowetz od architekta Josepha Seiferta, i když ten do ní polohově ani organizačně nenáleží.
Stavební a architektonická část parteru přednádražního prostoru je častým předmětem kritiky.

## Galerie

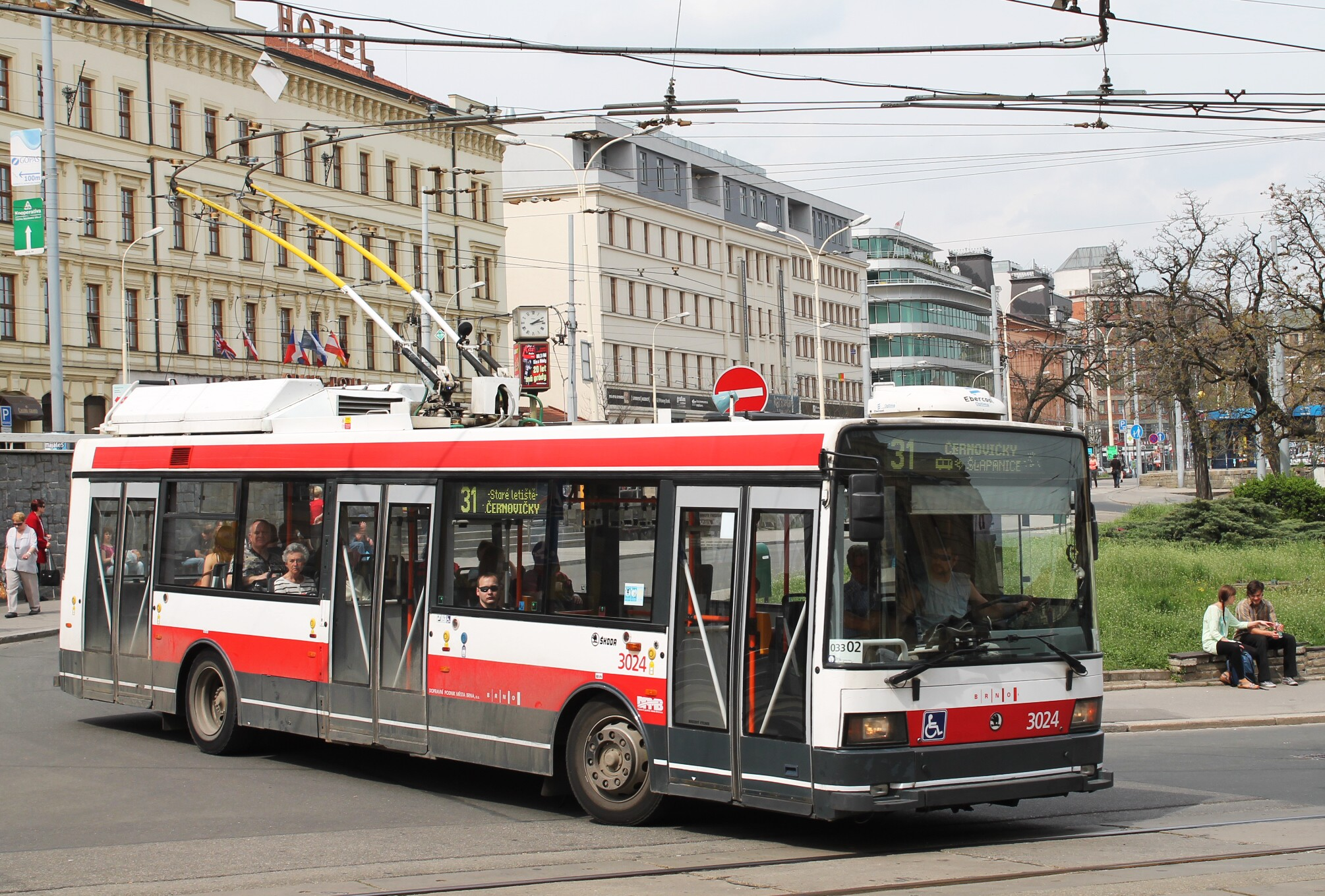
Smyčka trolejbusů mezi Benešovou a Nádražní
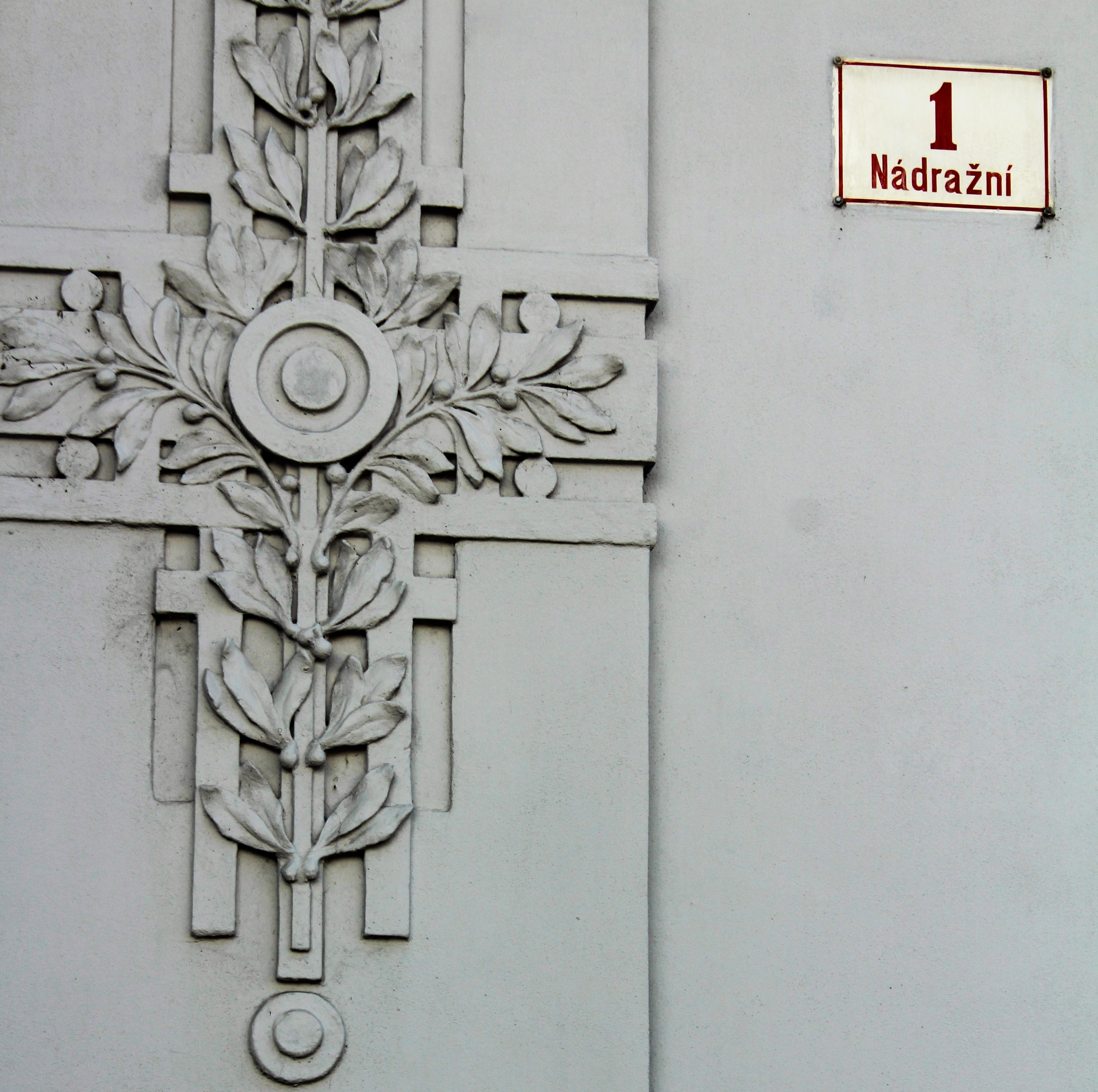
Polohová číselná tabulka na budově odbavovací dvorany
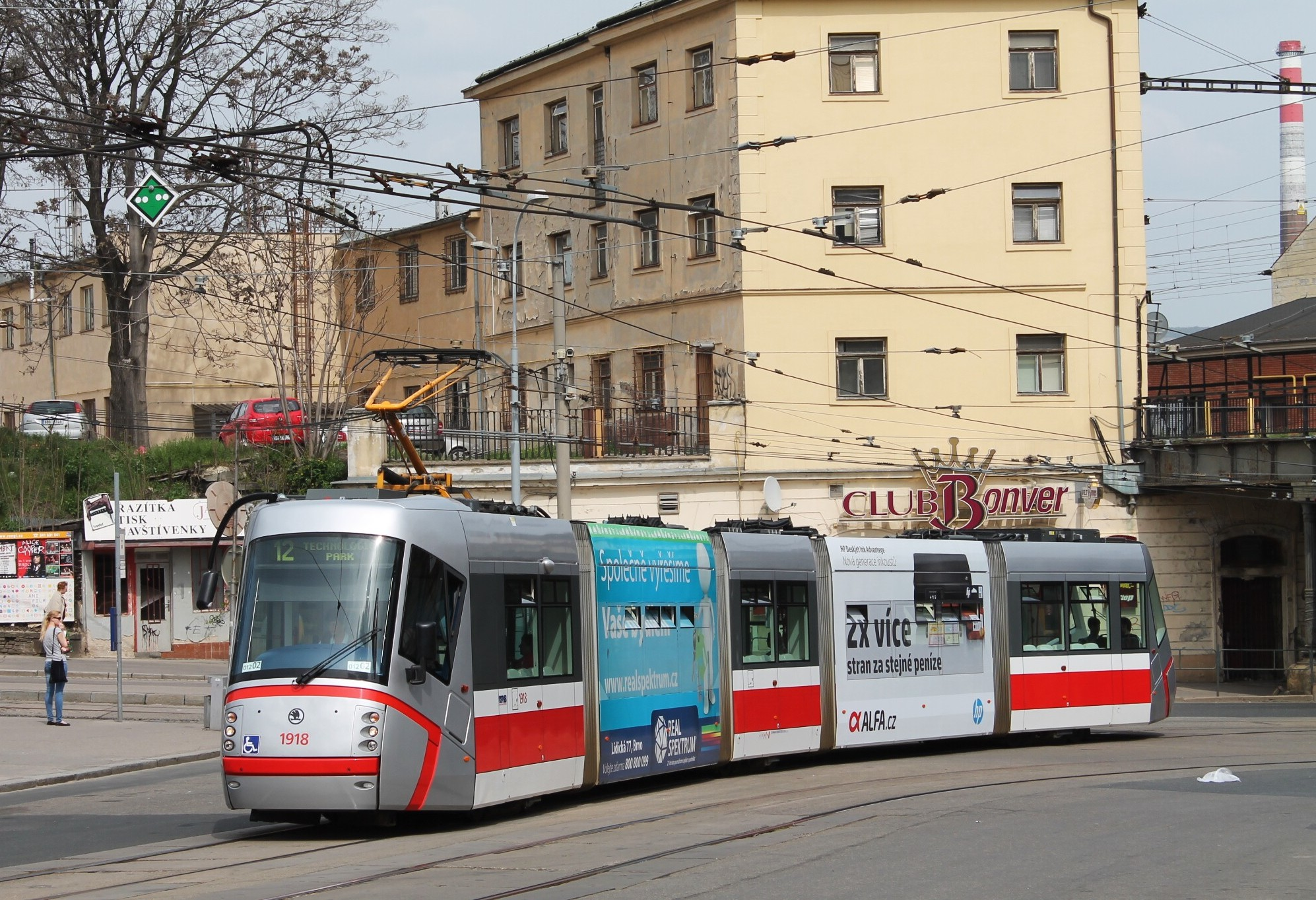
Východní počátek Nádražní (most přes Křenovou)
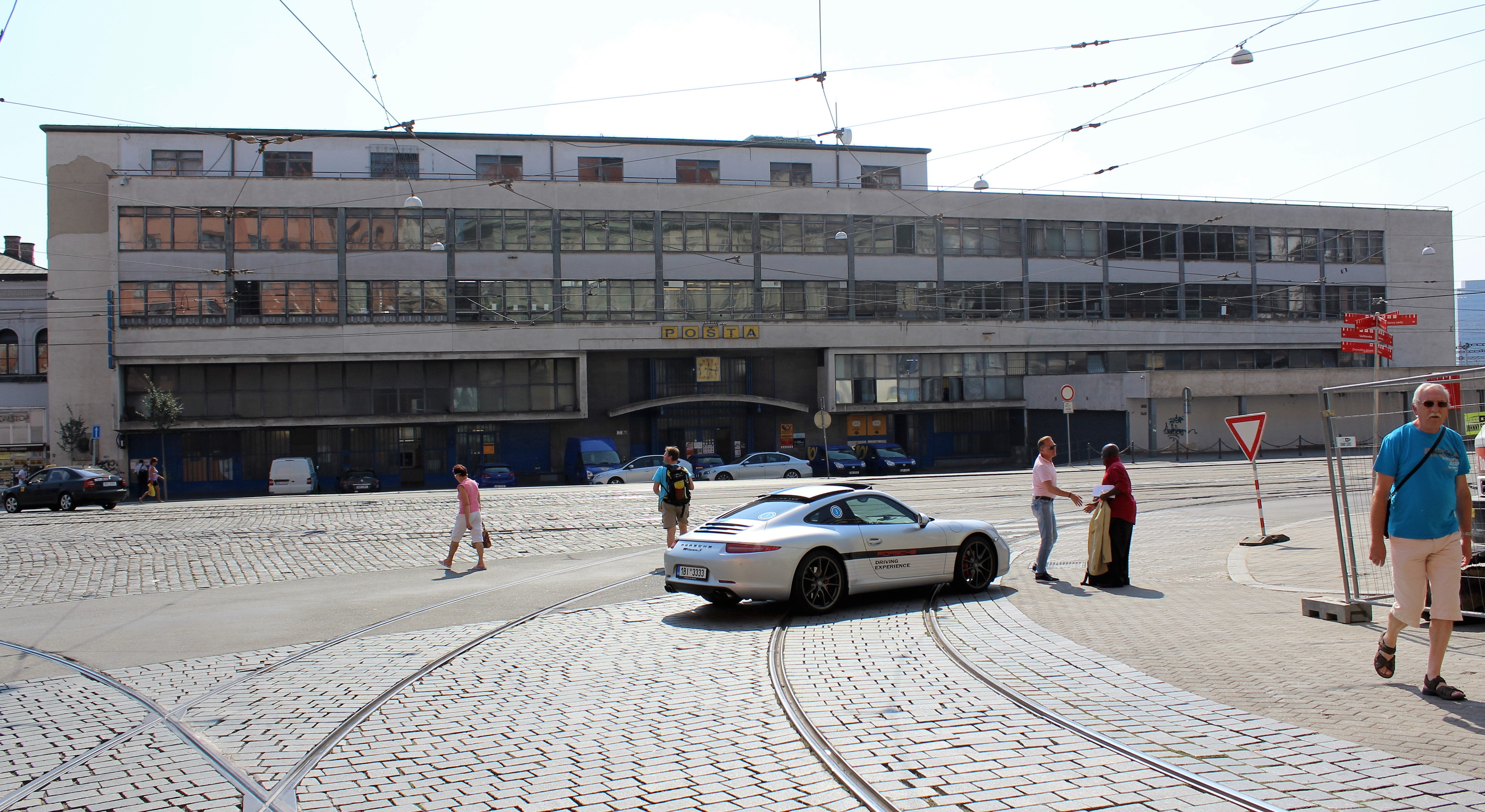
Nádražní ulice, budova nádražní pošty
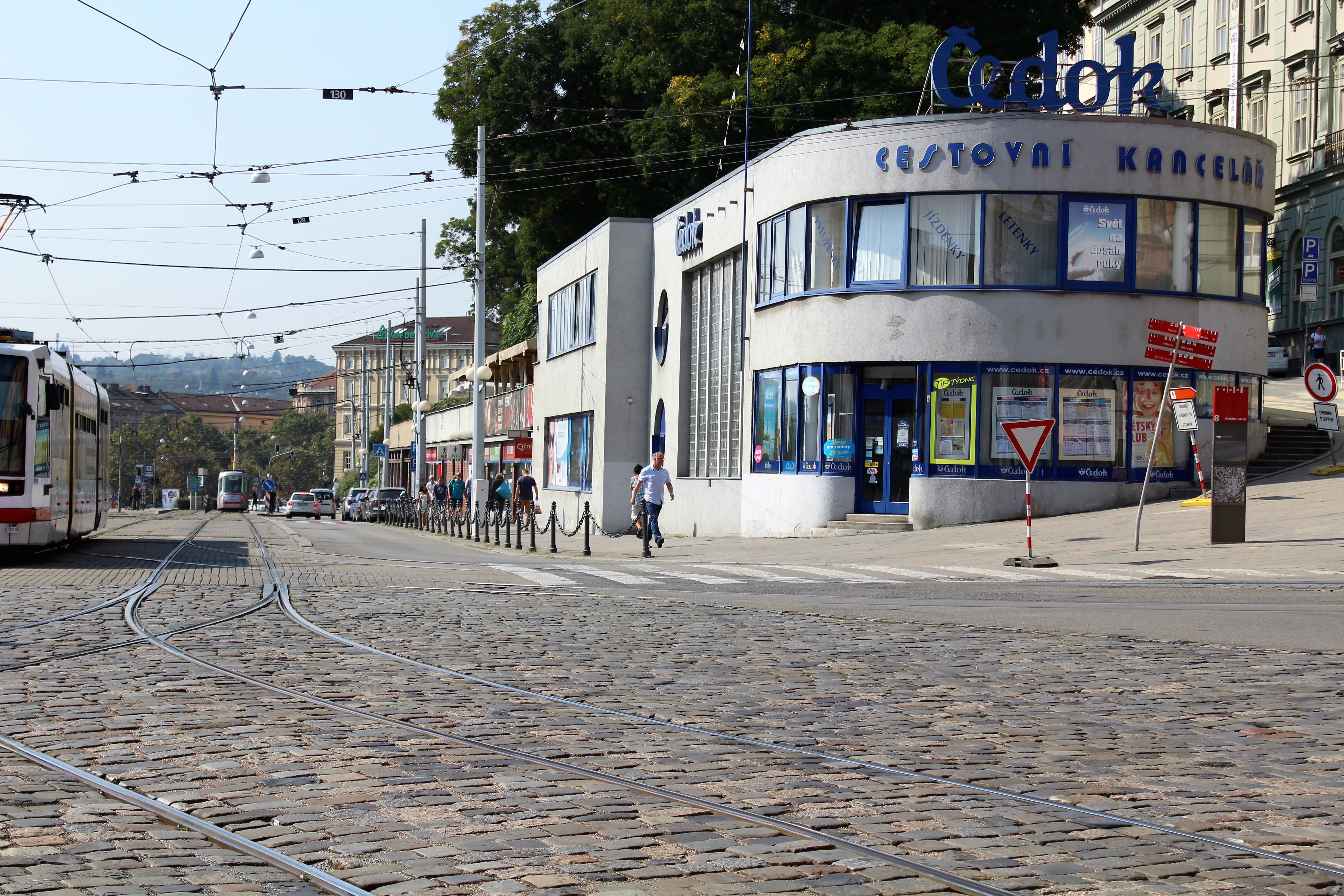
Někdejší městská ubytovací kancelář, nyní Čedok v Nádražní ulici
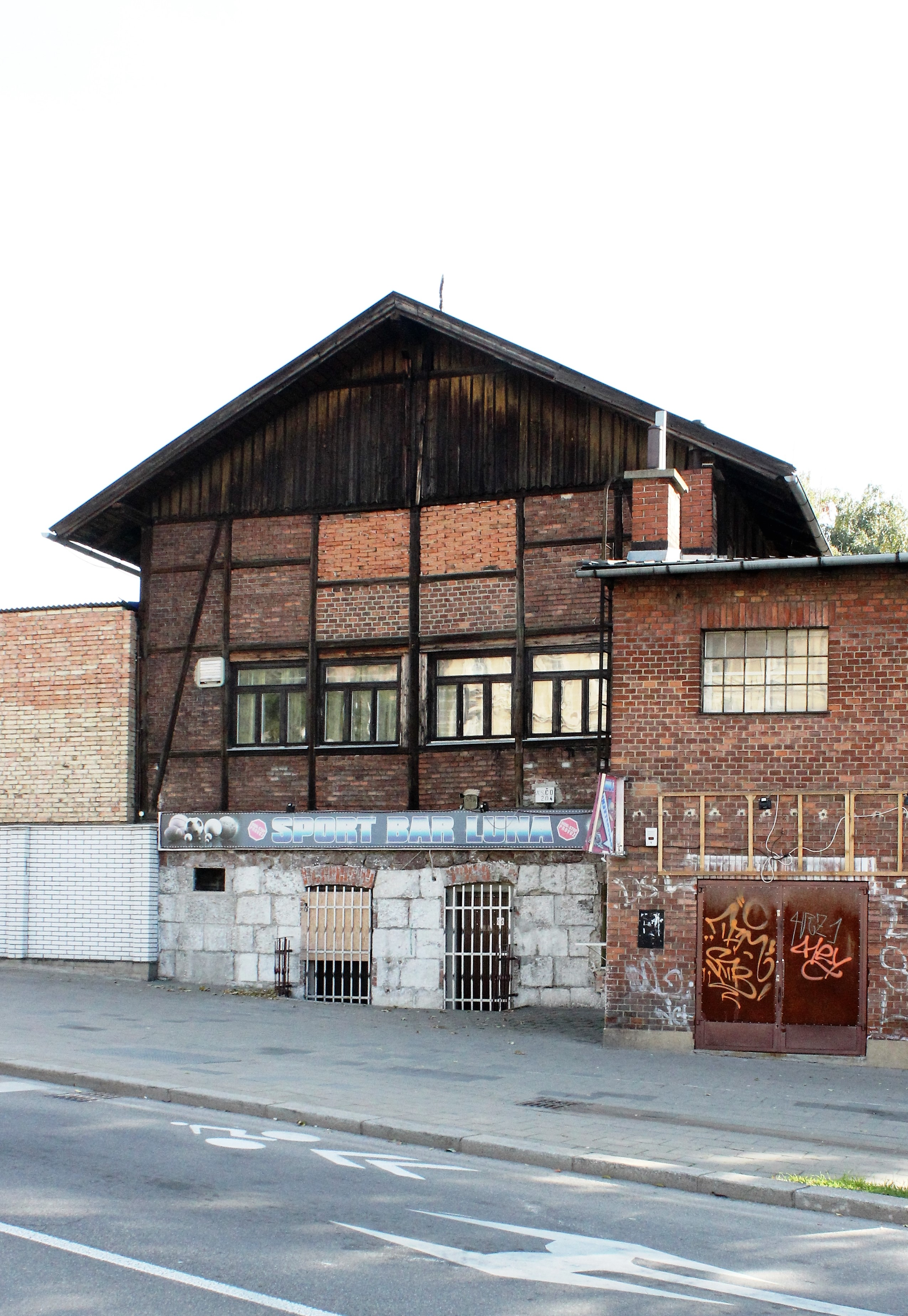
Koncová stavba v jižní frontě nádražních budov – v kontaktu s Hybešovou ulicí